# Мамаша Баркер
Мамаша Баркер (англ. Ma Barker; настоящее имя Аризона Донни Баркер, англ. Arizona Donnie Barker, урожд. Кларк; 8 октября 1873 — 16 января 1935) — прозвище матери нескольких преступников-братьев из так называемой «банды Баркеров-Карписа», имевшей большую известность в США в начале 1930-х годов. В первой половине XX века считалась лидером, «мозговым центром» банды и жестокой преступницей, однако впоследствии, уже с 1970-х годов, некоторыми историками преступности были высказаны серьёзные сомнения относительно её реальной роли в банде.

## Биография
О ранней жизни Аризоны Донни Баркер известно не очень много, и в разных источниках зачастую указаны разные даты тех или иных событий. Она родилась в крестьянской католической семье и воспитывалась в строгих традициях, её семья называла её «Арри». 14 сентября 1892 года вышла замуж за Джорджа Баркера, с которым переехала в городок Маурер, штат Миссури, и в браке с которым родила четырёх сыновей: Германа, Ллойда, Артура и Фредерика. По переписи населения с 1910 по 1930 год и городским справочникам Талсы с 1916 по 1928 год показывают, что Джордж Баркер работал на различных низкооплачиваемых работах. С 1916 по 1919 год он работал в компании Crystal Springs Water Co. В 1920-х годах он работал фермером, сторожем, инженером станции и клерком. Документы ФБР описывают его как «бездарного» и говорят, что Баркеры не обращали внимания на образование своих сыновей, и все они были «более или менее неграмотными».
В некоторых источниках указано, что её муж был алкоголиком и оставил её с рождением последнего сына, в некоторых же — что она сама ушла от него. В некоторых источник сообщается, что она разошлась с мужем окончательно только в 1928 году. Джордж последний раз упоминается в справочнике города Талса 1928 года, где он проживал со своей женой. Либо она выгнала его, как говорят некоторые, либо он ушел, когда жизнь с его криминальной семьей стала невыносимой. По словам писательницы Мириам Аллен Дефорд, Джордж «полностью сдался и тихо удалился со сцены» после смерти Германа и заключения в тюрьму других его сыновей. ФБР утверждало, что Джордж ушел от Ма потому, что она стала «распущенной в своей моральной жизни» и «встречалась на стороне с другими мужчинами». Они отметили, что Джордж не был преступником, но был готов извлечь выгоду из преступлений своих сыновей после их смерти, заявив об их имуществе как ближайший родственник. Однако друг семьи вспоминал, что пара спорила из-за «распутной жизни» своих детей. Арри «одобряла их проступки», в то время как Джордж отказывался их признавать. Критический момент наступил, когда Джордж отказался поддержать Ллойда после его ареста, настаивая на том, что он должен понести наказание за свое преступление. Арри делала всё, что могла, чтобы избавить своих сыновей от наказания, что бы они ни натворили.
Иногда указывается, что в последующие годы, когда семья много переезжала, Баркер занималась проституцией, мошенничеством и воровством; с другой стороны, есть сведения и о том, что она пыталась дать достойное образование и воспитание своим детям, а также всеми способами защитить их от попадания в тюрьму (старший сын Герман впервые был арестован ещё в 1910 году). В 1915 году, когда семья переехала в Талсу, штат Оклахома, молодые Баркеры, тем не менее, окончательно встали на путь криминала.
Её старший сын Герман покончил жизнь самоубийством после перестрелки с полицией в 1927 году, Ллойд был арестован в 1928 году (впоследствии он несколько раз освобождался и вновь попадал в заключение). Главные преступления банда Баркеров — якобы под её руководством — совершала в 1931—1935 годах. Баркер была застрелена вместе со своим сыном Фредериком 16 января 1935 года в ходе перестрелки с агентами ФБР, скрываясь в одном из своих убежищ.
То, что «мамочка Баркер» была в курсе преступлений, совершавшихся её сыновьями, и, возможно, даже как-то помогала им, не подлежит сомнению, но её руководство всеми операциями банды ныне большинством специалистов по криминальной истории США считается мифом. Известный грабитель банков Харви Бейли, хорошо знавший Баркеров, в автобиографии писал, в частности, что Мамочка Баркер «не способна придумать нормальный завтрак», не говоря уже о планировании преступлений. Многими[кем?] высказывалось предположение, что история о «страшной преступнице» была намеренно «раскручена» Эдгаром Гувером, который тем самым хотел оправдать убийство агентами ФБР пожилой женщины.

## В массовой культуре
- «Ma Baker» — сингл группы Boney M, записанный в 1976 и вышедший в 1977;
- «Белое каление» — фильм 1949 года;
- «Ma Barker’s Killer Brood» — фильм 1960 года;
- «Кровавая мама» — фильм 1970 года;
- «Враг общества № 1» — фильм 1996 года (реж. Марк Л. Лестер, в роли Ма Баркер выступила Тереза Рассел).
- «Maylene and the Sons of Disaster» — американская метал-группа с примесью Сатерн-рока, образованная в Бирмингеме, штат Алабама. Название группы основывается на легенде криминальной банды Ma Barker и её сыновьях.
- Мамочка Баркер и её сыновья спародированы в мультсериале «Утиные истории». Она представлена в качестве мамы братьев Гавс.